# Ameles fasciipennis
Ameles fasciipennis е вид насекомо от семейство Mantidae.

## Разпространение
Видът е бил ендемичен за Италия.